# Флейчук Марія Ігорівна
Марі́я І́горівна Флейчу́к (нар. 7 січня 1979, Львів) — українська науковиця у галузі економіки, детінізації економіки та економічної безпеки; докторка економічних наук (2010), професорка, академкиня АН ВШ України (2016).

## Біографія
Народилася у Львові. У 2001 р. закінчила Львівську комерційну академію за спеціальністю «Міжнародні економічні відносини», отримавши кваліфікацію економіста зі знанням іноземних мов.
У 2001—2004 рр. була здобувачем наукового ступеня при кафедрі міжнародних економічних відносин Львівської комерційної академії, після чого успішно захистила дисертацію на здобуття наукового ступеня кандидата економічних наук на тему «Методи оцінки та засади протидії іллегалізації перехідних економік в умовах глобалізації».
У 2009 р. закінчила докторантуру Національного інституту стратегічних досліджень при Президентові України. У 2010 р. в Національному інституті проблем міжнародної безпеки при Раді національної безпеки і оборони України успішно захистила дисертацію на здобуття наукового ступеня доктора економічних наук за спеціальністю «Економічна безпека держави» на тему «Теоретико-методологічні засади детінізації економіки та протидії корупції в Україні в умовах глобалізації». Науковий консультант - доктор економічних наук, професор Мокій Анатолій Іванович.
З 2001 р. працює на кафедрі міжнародних економічних відносин Львівського торгово-економічного університету, з 2006 року — на посаді доцента, з 2011 р. — професора. Була науковим співробітником філіалу Національного інституту стратегічних досліджень у Львові. Професор Вищої школи підприємництва та адміністрації в Любліні та Гуманітарно-економічної академії в Лодзі. З 2018 по 2024 рік - професор кафедри маркетингу факультету економіки та менеджменту Львівського національного університету ветеринарної медицини та біотехнологій імені Степана Гжицького. З 2024 року – професор кафедри маркетингу Львівського торговельно-економічного університету.
Член Спеціалізованої вченої ради по захисту дисертацій на здобуття ступенів кандидата і доктора економічних наук у Львівському торговельно-економічному університеті.
Автор кількох сотень наукових і науково-методичних публікацій, навчальних посібників і монографій. Керує підготовкою аспірантів, під її керівництвом захищено більше десяти дисертацій на здобуття наукового ступеня кандидата економічних наук та дві дисертації на здобуття наукового ступеня доктора економічних наук.

## Наукова спеціалізація
Основні наукові дослідження зосереджені в області детінізації економіки, економічної безпеки держави та міжнародних економічних відносин. Займається питаннями легалізації економіки та протидії корупції у системі економічної безпеки, впливу тіньового сектора та корупції на економічні системи різних рівнів, питаннями взаємозумовленості тінізації, корупції та показників зростання економіки, удосконалення системи боротьби з контрабандою та зловживаннями у митній сфері та ін. 
Досліджує теоретичні питання економічного обґрунтування структурних змін на міжнародному, национальтном та регіональному рівні, методичні підходи до оцінки рівня економічної безпеки держави та регіону, зовнішньо- та внутрішньо економічні передумови конкурентоспроможності економіки, напрямки інтенсифікації українсько-білоруської та українсько-польських зв'язків прикордонних регіонів, проблеми інституційного вдосконалення процесів міжнародної трудової міграції в умовах поглиблення євроінтеграції та ін.

## Найбільш цитовані публікації
- Флейчук М. І. Легалізація економіки та протидія корупції у системі економічної безпеки: теоретичні основи та стратегічні пріоритети в умовах глобалізації. — Львів: Ахіл, 2008.
- Флейчук М. І. Вплив тіньового сектора та корупції на економічні системи // Економіка і прогнозування. — 2009. — № 2.
- Флейчук М. І. Вплив зовнішніх запозичень на соціально-економічний розвиток посттрансформаційних країн // Економіка України. — 2010. — № 1.
- Флейчук М. І. Взаємообумовленість тінізації, корупції і показників зростання економіки // Економічний простір. — 2010. — № 36.
- Флейчук М. І. Стратегія економічного розвитку України в умовах кризи // Бюлетень Міжнародного Нобелівського економічного форуму. — 2012. — № 1.